# Synallaxis cinnamomea
A Synallaxis cinnamomea a madarak (Aves) osztályának verébalakúak (Passeriformes) rendjébe és a fazekasmadár-félék (Tyrannidae) családjába tartozó faj.

## Rendszerezése
A fajt Frédéric de Lafresnaye francia ornitológus írta le 1843-ban.

## Alfajai
- Synallaxis cinnamomea aveledoi Phelps & Phelps, 1946
- Synallaxis cinnamomea bolivari Hartert, 1917
- Synallaxis cinnamomea carri Chapman, 1895
- Synallaxis cinnamomea cinnamomea Lafresnaye, 1843
- Synallaxis cinnamomea pariae Phelps & Phelps, 1949
- Synallaxis cinnamomea striatipectus Chapman, 1899
- Synallaxis cinnamomea terrestris Jardine, 1847[2]

## Előfordulása
Dél-Amerika északi részén, Trinidad és Tobago, valamint Kolumbia és Venezuela területén honos. Természetes élőhelyei a szubtrópusi vagy trópusi síkvidéki és hegyi esőerdők, száraz erdő és cserjések, valamint ültetvények. Állandó, nem vonuló faj.

## Megjelenése
Testhossza 15 centiméter, testtömege 15-23 gramm.

## Életmódja
Ízeltlábúakkal táplálkozik.

## Természetvédelmi helyzete
Elterjedési területe nagyon nagy, egyedszáma pedig stabil. A Természetvédelmi Világszövetség Vörös listáján nem fenyegetett fajként szerepel.